# Sučany
Sučany – duża (ok. 4,7 tys. mieszkańców) wieś w powiecie Martin w kraju żylińskim na Słowacji. Leży w północno-wschodniej części Kotliny Turczańskiej, w dolinie rzeki Wag, ok. 5 km na północny wschód od Martina.

## Historia
Wspominane po raz pierwszy w 1258 r., w XIV w. Sučany należały do „państwa” Sklabinia. Wtedy też król Węgier Karol Robert nadał Sučanom prawa miejskie i przywileje targowe, a ich mieszkańców uwolnił od prac na rzecz żupy. Od XV w. Sučany rozwijały się jako miasto prywatne (od 1541 r. – należały do rodziny Nyarych) i siedziba „państwa” Sučany, do którego należały wsie północno-wschodniej części Kotliny Turczańskiej: Podhradie, Nolčovo, Krpeľany i Konské (obecnie jest to część miejscowości Podhradie). Siedzibą „państwa” był początkowo zamek, zburzony jednak przez Jana Zápolyę w czasie walk o koronę węgierską. Miasteczko uzyskało prawo składu soli, tu też, aż do połowy XIX w., pobierane było myto za przeprawę przez Wag. Mieszkańcy zajmowali się pracą na roli, rzemiosłem (m.in. kapelusznictwem) oraz handlem obwoźnym: w XVIII i XIX w. miejscowi „szafrannicy” docierali aż na wschodnie krańce Rosji.
W II połowie XIX w. rozpoczęło się uprzemysłowienie wsi. W 1878 r. powstała cegielnia, działał też tartak i kilka innych, mniejszych zakładów. Miejscowi robotnicy uczestniczyli m.in. w marszach głodowych w Martinie w latach 1932 i 1935. W 1939 r. wybuchł tu strajk przeciw faszystowskiej polityce ówczesnego rządu słowackiego, stłumiony dopiero przez wojsko.
We wrześniu 1944 roku w rejonie Sučan toczyły się zacięte boje w czasie słowackiego powstania narodowego. Mieścił się tu m.in. sztab partyzanckiego oddziału Daniłowa.

## Współczesność
Obecnie funkcjonują tu zakłady przemysłu drzewnego i materiałów budowlanych, w tym m.in. Prefa a. s., produkująca szeroką gamę prefabrykatów z betonu, żelbetu i żelbetu wstępnie sprężanego.
Miejscowość jest siedzibą szeroko znanego, renomowanego gimnazjum dwujęzycznego słowacko-angielskiego im. Milana Hodży.

## Zabytki
- Kościół katolicki z XIII w., wzniesiony przez strzechę budowlaną związaną z zakonem premonstratensów z Klasztoru pod Zniewem. Przebudowany w końcu XVI w. i ponownie ok. 1774 r., zachował jedynie niektóre detale gotyckie.
- Kościół ewangelicki, wzniesiony w 1783 r. w stylu tzw. „urzędowego” klasycyzmu. Został przebudowany w l. 1858-59, wtedy też dobudowano wieżę.

## Postacie związane z miejscowością
- Daniel Sinapius (starszy) (słow. D. Sinapius-Horčička; 1640-1688) – protestancki duchowny, kaznodzieja, tłumacz i poeta okresu baroku, wydawca, działający m.in. w Jelszawie, Lewoczy oraz w Polsce (w Oleśnicy i Nowym Bojanowie);
- Juraj (Ďurko) Langsfeld (1825-1849) – jeden z przywódców słowackich ochotników walczących w 1848 r. przeciw Węgrom, stracony i pochowany w 1849 r. w Kremnicy (tablica pamiątkowa);
- Milan Hodža (1878-1944) – polityk z okresu I Republiki Czechosłowackiej;
- Rudo Móric (1921-1985) – pisarz i publicysta, znany autor utworów dla dzieci i młodzieży.

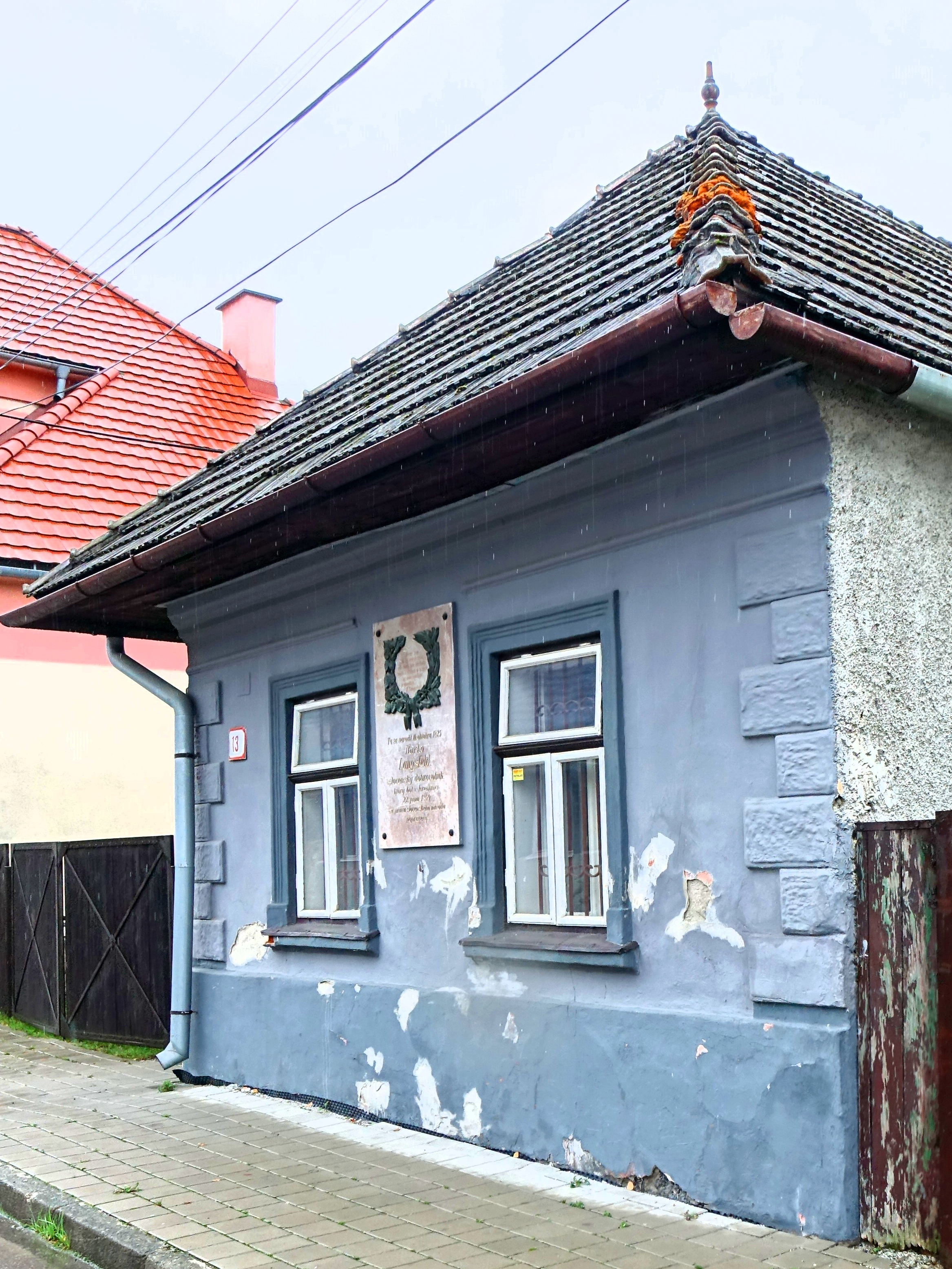
Dom rodzinny Juraja Langsfelda
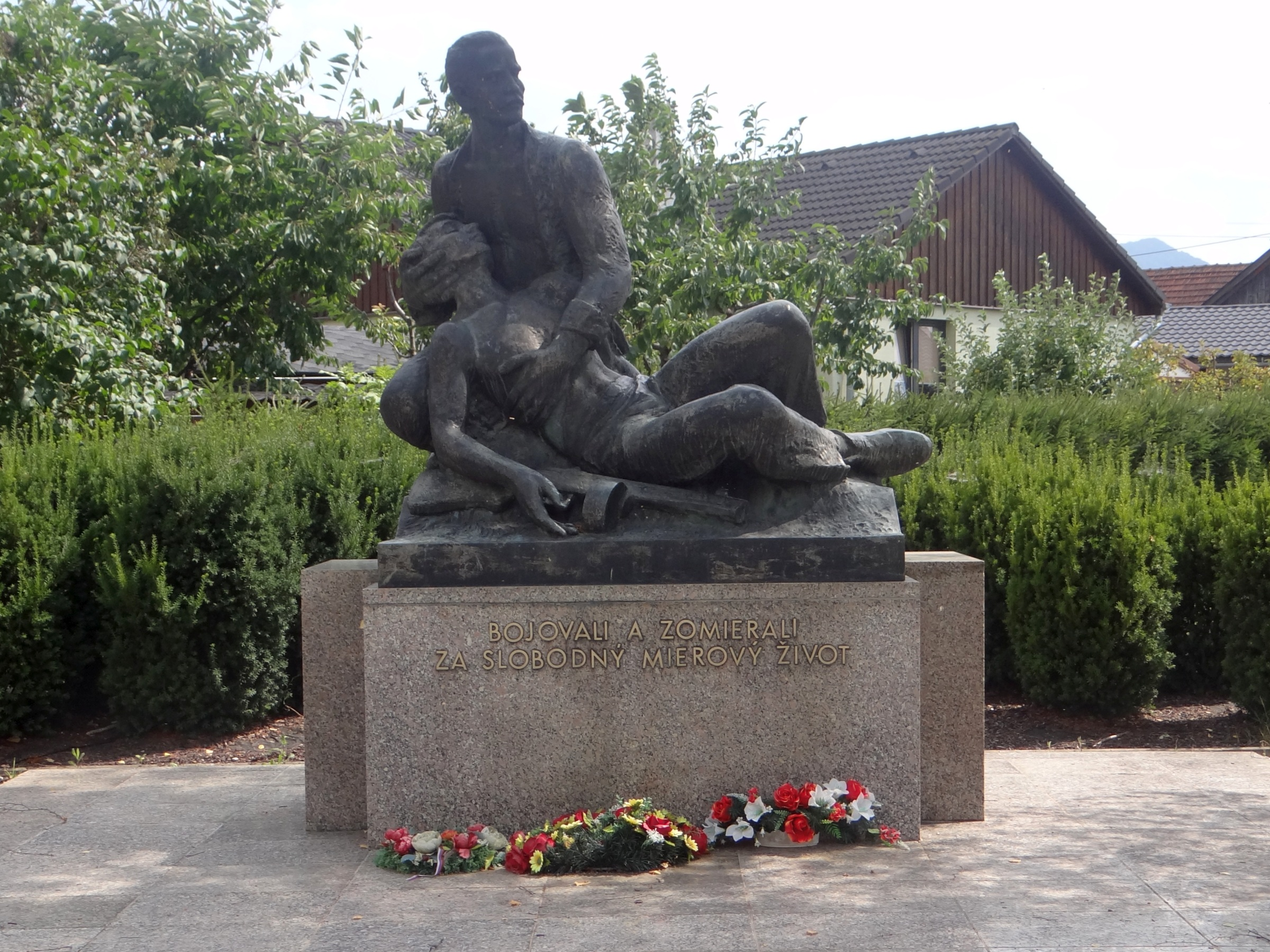
Pomnik na rynku
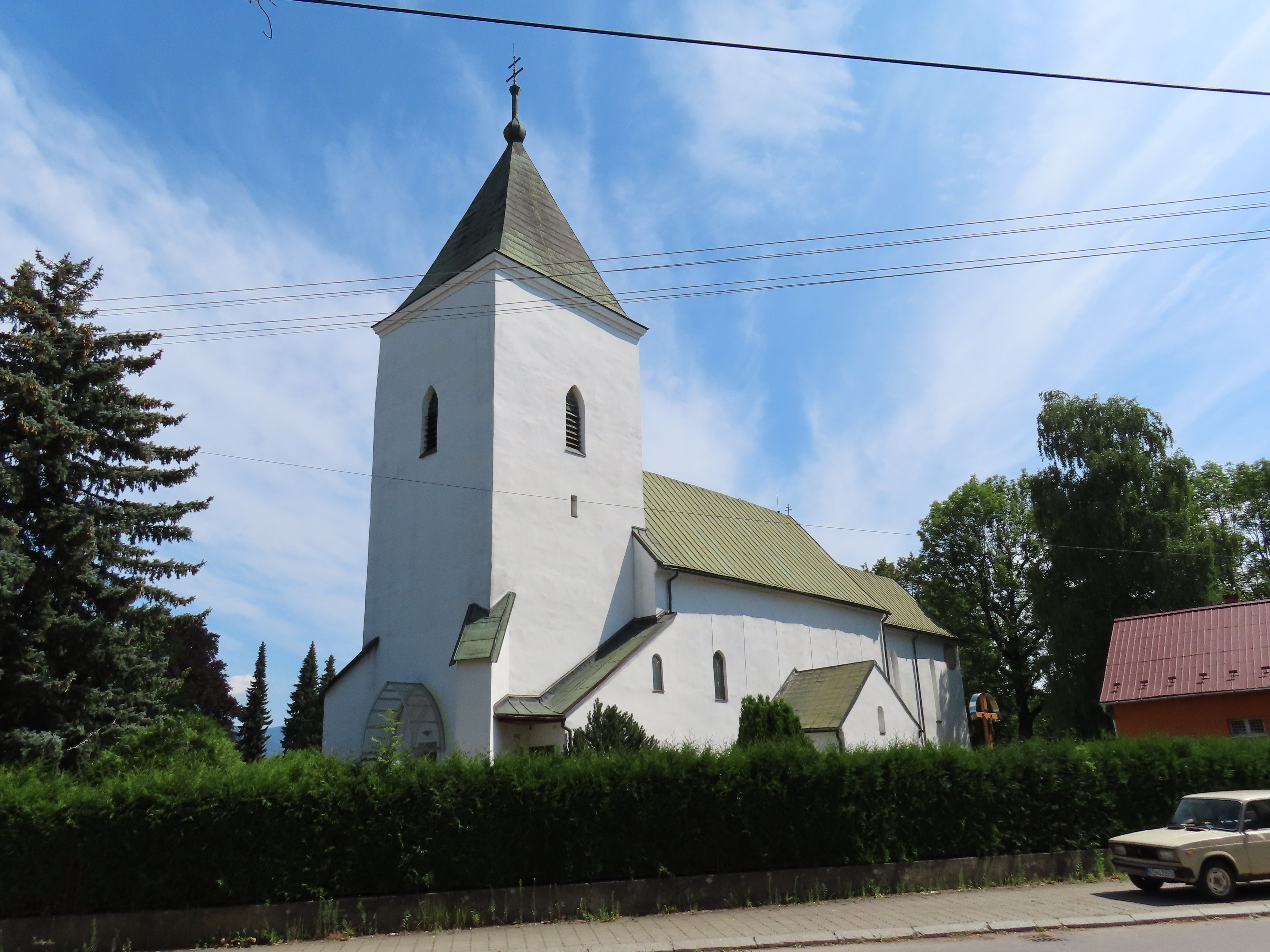
Kościół katolicki
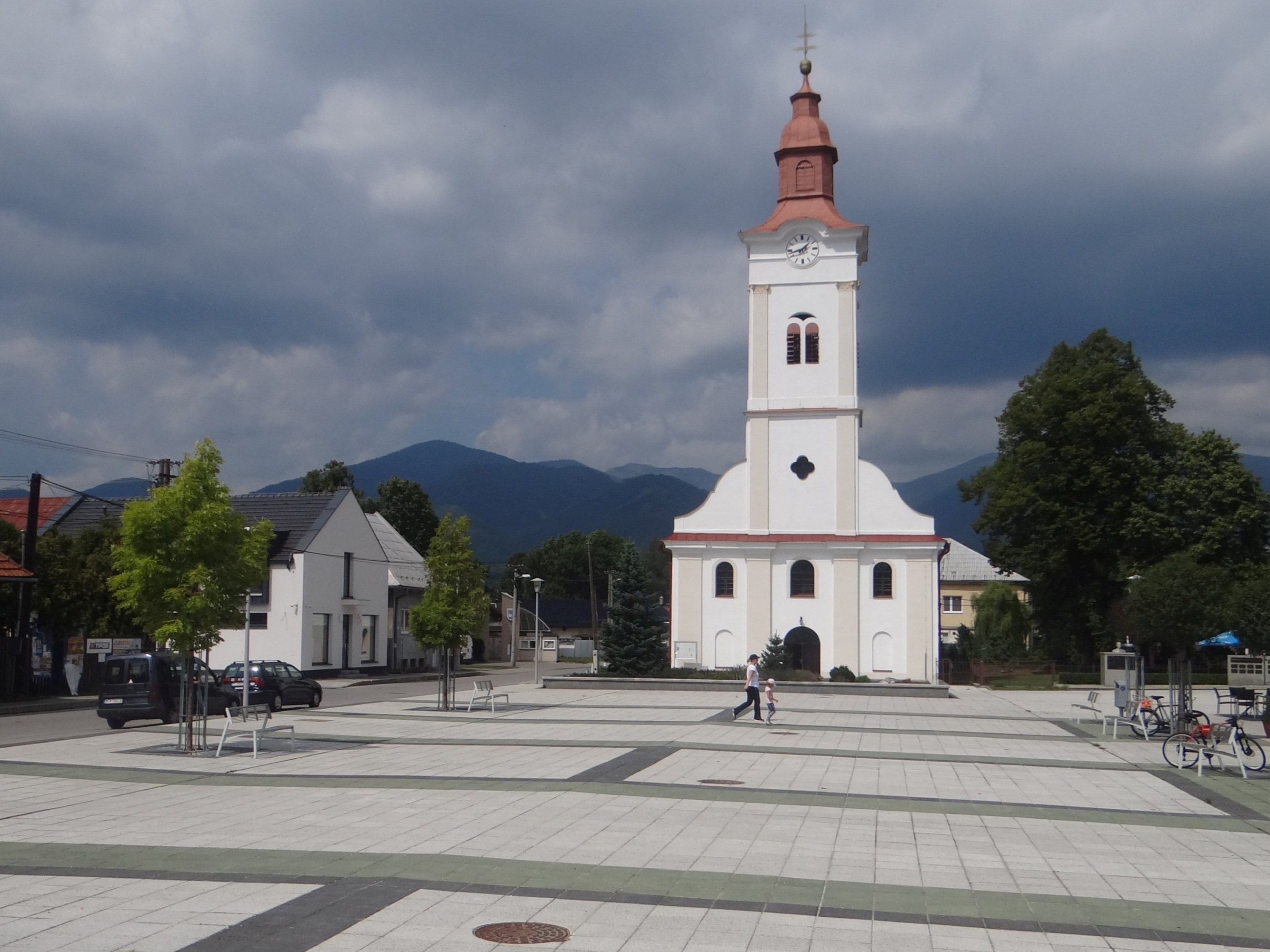
Kościół ewangelicki